# Regimentul 7 Roșiori (1916-1918)
Regimentul 7 Roșiori a fost o unitate de cavalerie de nivel tactic, care s-a constituit la 14/27 august 1916, prin mobilizarea unităților și subunităților existente la pace. Regimentul era dislocat la pace în garnizoana Iași. :p. 321 
Regimentul a făcut parte din organica Brigăzii 6 Roșiori alături de  Regimentul 8 Roșiori. La intrarea în război, Regimentul 7 Roșiori a fost comandat de locotenent-colonelul  Constantin Cătuneanu . Regimentul 7 Roșiori a participat la acțiunile militare pe frontul românesc, pe toată perioada războiului, între 14/27 august 1916 - 28 ocotmbrie/11 noiembrie 1918.

## Participarea la operații

### Campania anului 1917
În campania din anul 1917 Regimentul 7 Roșiori a participat la acțiunile militare în dispozitivul de luptă al Diviziei 2 Cavalerie, participând la Bătălia de la Mărășești. În această campanie, regimentul a fost comandat de colonelul  Alexandru Cihoski .

## Comandanți
- Colonel  Constantin Cătuneanu
- Colonel  Alexandru Cihoski